# کارلین سوینکلز
کارلین سوینکلز (انگلیسی: Karlijn Swinkels؛ زادهٔ ۲۸ اکتبر ۱۹۹۸) دوچرخه‌سوار اهل پادشاهی هلند است.